# María Pretiz
Mary Grace Pretiz Beaumont, “María Pretiz” (8 de septiembre de 1964, San José), es una cantautora costarricense, hija de Paul Pretiz y RUTH Beaumont, de origen estadounidense.

## Su carrera
María Pretiz realizó estudios de composición musical y de piano en la Escuela de Artes Musicales de la Universidad de Costa Rica entre 1983 y 1987. Tras cinco años de experiencia como teclista y arreglista en varios grupos musicales (Dynamis, Pentagrama, Oveja Negra), inició su carrera de solista a finales de 1989.

## Estilo
Los temas de sus canciones se componen de elementos de jazz, rock de fusión, baladas sencillas y ritmos latinoamericanos.

## Compañeros de escenario
Ha compartido escenario con Alux Nahual, Tania Libertad, Síntesis, Lilliana Herrero, Alejandro Filio, Rogelio Botanz, Armando Manzanero, Alberto Plaza, y Fran Delgado.
En el ámbito costarricense con Editus, Adrián Goizueta, Malpaís, Diego Sojo, Manuel Obregón, Rubén Pagura, Juan Carlos Ureña, Patricio Barraza, Patricio Torres, Guadalupe Urbina, Bernardo Quesada, Miriam Jarquín y Blues Latino, entre otros.

## Participaciones internacionales
María Pretiz ha participado en 8 Festivales Internacionales:
- Ciudad de Guatemala, Segundo Festival de Derechos Humanos (diciembre de 1994).
- Tegucigalpa, Honduras, Ecos Latinoamericanos (mayo de 1995).
- Festival Bambú (mayo de 1996).
- Aires de abril (abril de 1996).
- Islas Canarias, España, Festival Música del Mundo (agosto de 1996).
- Nueva Orleans, Estados Unidos, en la Universidad Tulane, como parte del proyecto Ecos Latinos de difusión de artistas latinoamericanos (septiembre de 1998).
- Granada, Nicaragua, Feria del Libro FILCEN (octubre de 1999) presentando el libro-disco para niños ¨Más de una Manera¨.
- Rosario, Argentina, Voces de Mujer de la Municipalidad de Rosario (agosto de 1999).

Fuera del contexto de festivales, se ha presentado en Buenos Aires, Madrid, La Rochelle (Francia), 5 veces en Guatemala, y en Cuenca, Ecuador.

## Premios y reconocimientos
- Con el tema «Háblame» alcanzó el primer lugar en las listas de popularidad de la emisora Stereo Azul en 1992 y de nuevo en 1993.

- Con el videoclip de la misma canción grabado en 1992 obtuvo el premio al Mejor Video Nacional del canal musical TVA, en 1994.

- El disco Jardines obtuvo el premio a la mejor producción nacional de parte del periódico La Nación, en 1997.

## Discografía

### Ruta al Sol (1991)
Originalmente fue grabado en formato de casete y luego se editó en disco compacto. Consta de once canciones desde baladas y swing hasta combinaciones de ritmos caribeños y folklóricos con elementos de rock. Lo graba con su grupo “Contrareloj”, integrado por Peter Chase en la batería, Emiliano Arriaga en el bajo y Clea Torales en flauta y saxofón. Dice María Pretiz sobre esta obra: «Lo hice cuando no existían los discos compactos; por tanto, primero fue casete. Fue emocionante empezar a probar las canciones propias; por esto me parece que es un esfuerzo sincero»
1. Pajarillo de domingo
2. Dejó correr el alma
3. Te estaré esperando
4. Vida
5. Ojalata y oropel
6. Probar lo improbable
7. Háblame
8. Resucitar
9. No te salves
10. Ruta al Sol
11. Cronómetro

### De insomnios (1994)
Coproducción artística de Fidel Gamboa y de Jimmy Foulkes. Incursiona en un concepto de arreglos mucho más amplio. Incluye en la instrumentación desde guitarra eléctrica, trompeta, batás y vasijas, hasta corno inglés, corno francés, oboe y cuarteto de cuerdas, entre otros, aunque siempre partiendo de una base de piano, con bajo y batería en los temas más fuertes. María Pretiz: «En el 93 empecé a producirlo. Lo grabé en el 94 y salió a la luz en 1995. Fue un proceso muy largo entre Fidel Gamboa y Jimmy Foulkes. Fidel me enseñó a trabajar los arreglos musicales en la computadora. Me di gusto haciendo la orquestación. Si quería cuerdas, había cuerdas. Realmente fue muy importante que alguien como Fidel Gamboa creyera en mí.»
1. Háblame
2. Si es que quieres
3. Horno a mi arcilla
4. Muñeca
5. Sueños
6. Tierra firme
7. De una cuna vacía
8. Madre tierra
9. Niño
10. Un día de estos
11. La belleza de la cobra
12. Dama gris

### Jardines (1997)
Fue grabado entre febrero y abril de 1997 en el estudio GyB. Partiendo de nuevo de un formato de trío (piano, batería y bajo), pero con una presencia más marcada del piano que en sus producciones anteriores, utiliza más ritmos latinos sin dejar de lado la búsqueda de híbridos estilísticos. Dice la autora: «Fue un disco muy feliz en una época muy positiva. Todos los arreglos son míos. Fue como un intento de ser popular, aunque no terminó de esa manera. La portada me encanta. La diseñó mi hermano David».
1. Jardines
2. Vértigo
3. Cronómetro
4. Añoro
5. Mañas
6. Agua que has de beber
7. Edén
8. Cuando digas viento
9. Dame una canción
10. Yo he estado ahí
11. Pista abierta
12. Amuleto

### Más de una manera (1999)
En el año 1999, María Pretiz realizó un proyecto conjunto con su hermana Loida Pretiz (artista plástica) y Camila Schumacher (escritora), para crear «Más de una Manera», una producción para niños que consta de un libro de cuentos con un CD de 14 canciones. María Pretiz: «Este es un disco infantil: como decía un amigo, “para niños como Mafalda” pues los temas son sobre la política, el infinito y la percepción del cuerpo. El propósito era demostrar que a los niños no hay que enseñarles “las verdades”, pero sí que aprendan a preguntarse sobre todo. Lo hice junto a mi hermana Loida. El disco viene en un libro escrito por Camila Schumacher»
1. Abrapalabra
2. Piel adentro
3. El ritmo de mi corazón
4. ¿Será secreto?
5. Más de una manera
6. Vieras vos
7. La respiración del mar
8. Círculo que no tiene final
9. Como en los cuentos
10. ¿Quién tiene la palabra?
11. ¿Cuánto vale?
12. Un lugar secreto
13. Esto no puede seguir así
14. Punto fina, café con tamal

### Detrás de tus ojos (2001)
Este disco se trata de la pérdida, del duelo, de la aceptación, y de la recuperación de la alegría después de todo eso.La autora comenta su trabajo: «Es mi disco más rockero, el más amarrado, el más pesado. En cuanto a la producción, es lo que está mejor logrado. Tuve excelentes músicos, que me aportaron mucho. Terminarlo fue un logro en una época muy complicada»
1. Aprendiendo a doblarme
2. Cambio de piel
3. Detrás de tus ojos
4. Mi libertad
5. El oficio de esperar
6. Caja de sorpresas
7. Esto que siento
8. Luciérnagas
9. Esta vez
10. Quién tuviera
11. Campo abierto
12. En la cintura de la vida

### Un 6% más feliz (2004)
En esta producción, María Pretiz utiliza solamente el piano para acompañar su voz, desde los suaves acordes de las baladas hasta “tumbados” latinos, elementos de rag-time y rock progresivo. «Es el disco que siempre había querido hacer: solo piano y voz. Es bastante intimista. Me di el gusto de ser más complicada y densa que de costumbre. Creo que fui muy valiente por hacer un disco difícil de mercadear. Con este disco demostré que no me importaba mucho ser una artista popular en términos de éxito, tal y como se mide el éxito hoy día»
1. Columpio
2. Un 6% másfeliz
3. De regreso
4. Avestruz
5. Tu obsesión
6. Nombre y apellido
7. En paz con su Dios
8. Vos
9. Te estaré esperando
10. Piromaniaco
11. Papalote
12. Se busca enemigo
13. Aquí arriba
14. Conejos

### En Braille (2008)
En Braille fue grabado entre marzo y septiembre de 2008 en el Estudio FM, del músico Walter Flores. El piano solo fue grabado en SoloHits Studios, del también músico Checko D’Avila.
1. En Braille
2. Holograma
3. No te salves
4. Paisaje
5. Aquí arriba
6. El día que me quieras
7. Mi kriptonita
8. Como si fuera fácil
9. Touché
10. Agosto
11. Juan
12. El mago
13. Pablo sabe
14. Alquimia